# Rutoši
Rutoši (izvirno srbsko Рутоши) je naselje v Srbiji, ki upravno spada pod Občino Nova Varoš; slednja pa je del Zlatiborskega upravnega okraja.

## Demografija
V naselju živi 726 polnoletnih prebivalcev, pri čemer je njihova povprečna starost 43,5 let (42,8 pri moških in 44,2 pri ženskah). Naselje ima 287 gospodinjstev, pri čemer je povprečno število članov na gospodinjstvo 3,09.
To naselje je, glede na rezultate popisa iz leta 2002, večinoma srbsko.
|  |

| Demografija | Demografija     | Demografija     |
| Leto        | Št. prebivalcev | Št. prebivalcev |
| ----------- | --------------- | --------------- |
|             |                 |                 |
|             |                 |                 |
|             |                 |                 |
|             |                 |                 |
| 1948        | 1473            |                 |
| 1953        | 1572            |                 |
| 1961        | 1814            |                 |
| 1971        | 1494            |                 |
| 1981        | 1305            |                 |
| 1991        | 1074            | 1069            |
| 2002        | 889             | 887             |
|             |                 |                 |

| Etnična sestava po popisu iz leta 2002 | Etnična sestava po popisu iz leta 2002 | Etnična sestava po popisu iz leta 2002 | Etnična sestava po popisu iz leta 2002 | Etnična sestava po popisu iz leta 2002 |
| -------------------------------------- | -------------------------------------- | -------------------------------------- | -------------------------------------- | -------------------------------------- |
| Srbi                                   | Srbi                                   |                                        | 880                                    | 99,21%                                 |
| Črnogorci                              | Črnogorci                              |                                        | 6                                      | 0,67%                                  |
| Slovenci                               | Slovenci                               |                                        | 1                                      | 0,11%                                  |
| Neznano                                | Neznano                                |                                        | 0                                      | 0,0%                                   |